# 1487

## Esdeveniments
Països Catalans
- Es conquereix finalment el Comtat de Pallars Sobirà.

Resta del món
- Conquesta castellana de Màlaga.
- S'acaba el temple asteca de Tenochtitlán.
- Es comença a construir el Kremlin.

## Naixements
Països Catalans
Resta del món

## Necrològiques
Països Catalans
Resta del món
- 9 de setembre, Pequín (Xina): Zhu Jianshen, emperador Chenghua, vuitè emperador de la Dinastia Ming (n. 1447).